# Eleccions legislatives belgues de 1921
Les Eleccions legislatives belgues de 1921 se celebraren el 20 de novembre de 1921. Guanyaren els catòlics, que formaren un govern presidit per Georges Theunis.
| Partit | Partit      | Cambra de Representants | Cambra de Representants | Cambra de Representants | Senat     | Senat  | Senat  |
| Partit | Partit      | Vots                    | %                       | Escons                  | Vots      | %      | Escons |
| ------ | ----------- | ----------------------- | ----------------------- | ----------------------- | --------- | ------ | ------ |
|        | Socialistes | 768,080                 | 39,76%                  | 70                      | 606,799   | 32,57% | 34     |
|        | Catòlics    | 674,204                 | 34,9%                   | 68                      | 661,168   | 35,48% | 33     |
|        | Liberals    | 349,888                 | 18,11%                  | 2                       | 362,187   | 19,44% | 18     |
|        | Frontpartij | 54.941                  | 2,8%                    | 4                       |           |        |        |
|        | Altres      | 84853                   | 4,4%                    |                         | 233,178   | 12,51% | 8      |
| Total  | Total       | 1,931,966               | 100%                    | 186                     | 1,863,332 | 100%   | 93     |